# Edwyn Owen
Edwyn Robert (Bob) Owen  (Minneapolis, 8 juli 1938 - Topeka (Kansas), 5 oktober 2007) was een Amerikaans ijshockeyer. 
Tijdens de Olympische Winterspelen 1960 in eigen land won Owen samen met zijn ploeggenoten de gouden medaille. Dit was de eerste keer dat de Amerikaanse ploeg olympisch goud won bij het ijshockey. Tijdens dit toernooi maakte Owen één doelpunt in zeven wedstrijden